# Fânețele seculare Ponoare (sit SCI)
Fânețele seculare Ponoare este o arie protejată (arie specială de conservare — SAC, sit de importanță comunitară — SCI) din România, desemnată în scopul protejării biodiversității și menținerii într-o stare de conservare favorabilă a florei spontane și faunei sălbatice, precum și a habitatelor naturale de interes comunitar aflate în arealul zonei de protecție. Aceasta este întinsă pe o suprafață de 57,6 ha, integral pe uscat.

## Localizare
Situl se întinde pe teritoriul administrativ al comunei Bosanci din județul Suceava. Centrul sitului Fânețele seculare Ponoare este situat la coordonatele 47°34′18″N 26°15′23″E / 47.571572°N 26.256283°E.

## Înființare
Situl Fânețele seculare Ponoare (ROSCI0082) a fost declarat sit de importanță comunitară în decembrie 2007 pentru a proteja 6 specii de plante și 2 specii de animale. Situl a fost protejat și ca arie specială de conservare în mai 2022. Situl include rezervaia naturală Fânațele seculare Ponoare.

## Biodiversitate
Situată în ecoregiunea continentală, aria protejată conține 3 habitate naturale: Tufișuri caducifoliate ponto-sarmatice, Stepe ponto-sarmatice, Pajiști cu Molinia pe soluri calcaroase, turboase sau argilos-nămoloase (Molinion caeruleae).
La baza desemnării sitului se află mai multe specii protejate:
- plante (6): târtan (Crambe tataria), Iris aphylla subsp. hungarica, curechi de munte (Ligularia sibirica), Pontechium maculatum subsp. maculatum, sisinei (Pulsatilla grandis), dedițelul (Pulsatilla patens)
- amfibieni (2): buhai de baltă cu burtă roșie (Bombina bombina), izvoraș-cu-burta-galbenă (Bombina variegata)

Pe lângă speciile protejate, pe teritoriul sitului au mai fost identificate 4 specii de plante, 1 specie de amfibieni, 3 specii de mamifere, 1 specie de nevertebrate, 1 specie de reptile.